# Kazimierz Jarocki
Kazimierz Jarocki (ur. 13 września 1898 w Baku, zm. 13 października 1970 w Słupsku) – polski aktor teatralny i filmowy.

## Życiorys
W 1918 roku w Kijowie zdał egzamin maturalny, a następnie rozpoczął w Warszawie studia prawnicze. W 1924 roku zdał egzamin aktorski ZASP. W latach 1924-1927 występował w Łodzi, w Teatrze Miejskim (do 1926) oraz Teatrze Popularnym (1926-1927). Następnie przeniósł się do Warszawy, gdzie grał w Teatrach: Letnim, Nowym oraz Narodowym (1927-1933) oraz Teatrze 8:15 (1934-1937). W międzyczasie występował również w Teatrze Miejskim w Lublinie (1933-1934).
Do 1939 roku grywał dorywczo, pracując jednocześnie w Państwowych Zakładach Inżynierii. Podczas II wojny światowej był zatrudniony w warszawskiej Izbie Rzemieślniczej. Po zakończeniu walk początkowo pracował jako urzędnik oraz trudnił się handlem. Na scenę wrócił w sezonie 1950/1951, występując w Teatrze im. Stefana Jaracza w Łodzi. W kolejnych latach grał: w Teatrze Małym w Łodzi (1951-1953), Teatrze im. Stefana Żeromskiego w Kielcach (1955-1956), Teatrze im. Wandy Siemaszkowej w Rzeszowie (1956-1957), Teatrze im. Stefana Jaracza w Olsztynie (1957-1958). Teatrze im. Juliusza Słowackiego w Koszalinie (1958-1967) oraz - do końca życia - w filii koszalińskiego teatru w Słupsku.

## Filmografia
- Dzwony wieczorne. Róże i kolce zakazanej miłości (1926) - podporucznik Karol Render
- Janko Muzykant (1930)
- Dziesięciu z Pawiaka (1931)
- Księżna Łowicka (1932)
- Głos pustyni (1932)
- Młodość Chopina (1952) - kelner wiedeński

Źródło: